# Norra kyrkogården, Lund

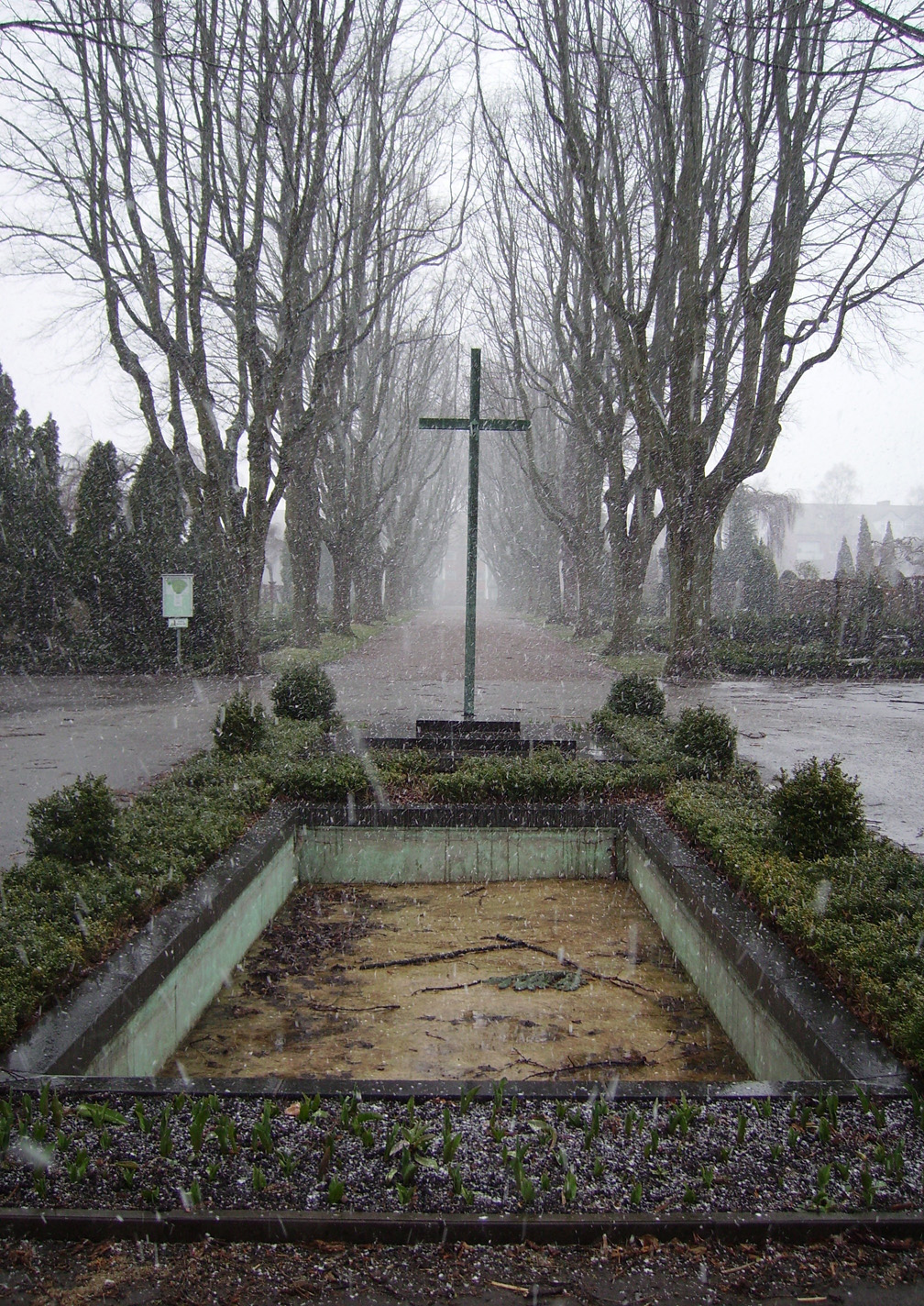
Kyrkogårdens mittpunkt.

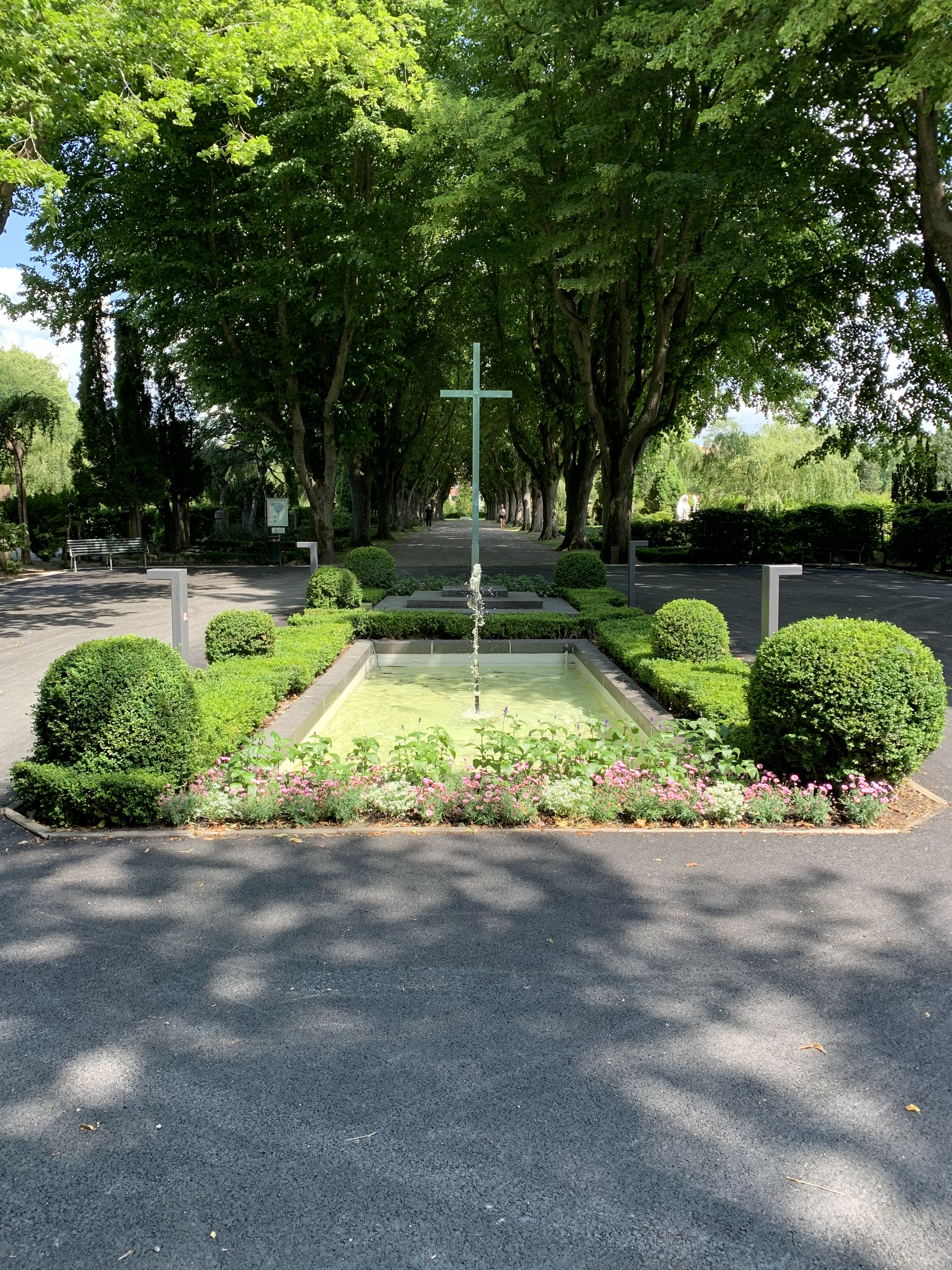

Norra kyrkogården i Lund är stadens största begravningsplats och också den första svenska stadsförsamlingskyrkogården som anlades utanför själva tätorten.
Begravningsplatsen ligger norr om stadskärnan, på ett område som tidigare kallades Möllevången, omgiven av gatorna Getingevägen, Baravägen och Kävlingevägen, samt mittemot Lasarettet. I dess nordvästra del ligger S:t Olofs och Uppståndelsens kapell. De byggdes 1960 och ritades av stockholmsarkitekterna Sven Backström och Leif Reinius.

## Historik
Den anlades efter ritningar delvis av arkitekten Fredrik Blom och invigdes 1816. Ursprungligen var den södra delen av begravningsplatsen sank och lerig och det saknades utlagd väg. Många prominenta lundabor valde att hellre låta sig begravas på Östra kyrkogården vid nuvarande Botaniska trädgården än att begravas på Norra kyrkogården. 
Efter att begravningar inne i tätorter definitivt hade förbjudits 1841, utökades kyrkogården kraftigt och tillväxer alltjämt successivt. Ytan är i dag (2005) cirka 25 hektar. Först i och med 1960-talets vägombyggnader runtom kyrkogården har den fått sin slutliga utformning.

## Gravsatta
Ett stort antal berömda akademiker och andra kända lundabor vilar på kyrkogården, till exempel prästen Henric Schartau, biskoparna Gottfrid Billing och Edvard Rodhe, musikkännaren Sten Broman, filosofen Hans Larsson, historieprofessor Lauritz Weibull, konstnären Gösta Adrian-Nilsson (GAN),  excentrikern Stellan Hagmalm, musikern Kal P. Dal samt författarna Axel Wallengren (Falstaff, fakir), Frank Heller, Ola Hansson och Elin Wägner.
Även politiska koncentrationslägerfångar, som överlevde andra världskriget, men som dog på grund av svaghet och sjukdom, ligger begravda på kyrkogården.
Norra kyrkogården har två minneslundar. Den äldre ligger i kyrkogårdens nordöstra del. Den nyare anlades 2004 efter att den första blivit fullbelagd. Den är belägen vid krematoriet på kyrkogårdens västra del i ett område som tidigare varit reserverat för katastrofer.